# Stephan Dillemuth
Stephan Dillemuth (* 1954 in Büdingen) ist ein deutscher Künstler (Installationen, Video, Performances, Malerei).

## Leben und Wirken
Dillemuth studierte an der Kunstakademie München (bei Hans Baschang) und an der Kunstakademie Düsseldorf (bei Dieter Krieg). Seine frühen Bilder wurden Anfang der 1980er-Jahre im Kontext der neuen „Wilden“ Malerei gezeigt.
Von 1990 bis 1994 betrieb er zusammen mit Josef Strau, Nils Norman, Kiron Khosla und Merlin Carpenter den Projektraum Friesenwall 120 in Köln. Mit Hans-Christian Dany und Joseph Zehrer gründete er „UTV (Unser Fernsehsender)“.
Dillemuth bekleidete von 1998 bis 2001 eine Professur an der Kunst- und Designhochschule Bergen, von 2002 bis 2004 eine Gastprofessur an der Hochschule für bildende Künste Hamburg und von 2005 bis 2020 eine Professur an der Akademie der Bildenden Künste München.
Dillemuth arbeitet zu den Themen Akademie, Lebensreform Boheme, Selbstorganisation und künstlerische Forschung. Er lebt in Bad Wiessee.

## Einzelausstellungen
- 2000 Coal By Any Other Name - The Journey Towards The Good Taste - American Fine Arts, Co., New York
- 2010 The Hard Way to Enlightenment, Transmission Gallery, Glasgow
- 2011 1ª Retrospectiva,  Uma Certa Falta de Coerência, Porto
- 2012 Öffentliche Verkehrsmittel, Secession, Wien
- 2015 The Damned, Reena Spaulings Fine Arts New York
- 2016 Arbetarrevyn söker medlemmar!, Konsthall C, Stockholm
- 2017 Schall und Rauch – eine Revue in Bildern,  Künstlerhaus Graz
- 2018 regulär 10 Euro, ermäßigt 5, Städtische Galerie im Lenbachhaus München
- 2019 Diskodekorationen - From Another Century, curated by Saim Demircan, Le Bourgeois Eros House, London
- 2024 STEPHAN DILLEMUTH: WENN DIE WIRKLICHKEIT KOMMT, curated by Moritz Scheper, Neuer Essener Kunstverein, Essen

## Belege
1. ↑  sd | FW120 / FW 120. Abgerufen am 9. Dezember 2023.
2. ↑  Gut, schnell und billig oder wie gründe ich einen Fernsehsender. Abgerufen am 9. Dezember 2023 (deutsch).

| Personendaten    | Personendaten      |
| ---------------- | ------------------ |
| NAME             | Dillemuth, Stephan |
| KURZBESCHREIBUNG | deutscher Künstler |
| GEBURTSDATUM     | 1954               |
| GEBURTSORT       | Büdingen           |